# Vesicularia dubyana
Vesicularia dubyana är en bladmossart som beskrevs av Brotherus 1908. Vesicularia dubyana ingår i släktet Vesicularia och familjen Hypnaceae. Inga underarter finns listade i Catalogue of Life.

## Bildgalleri

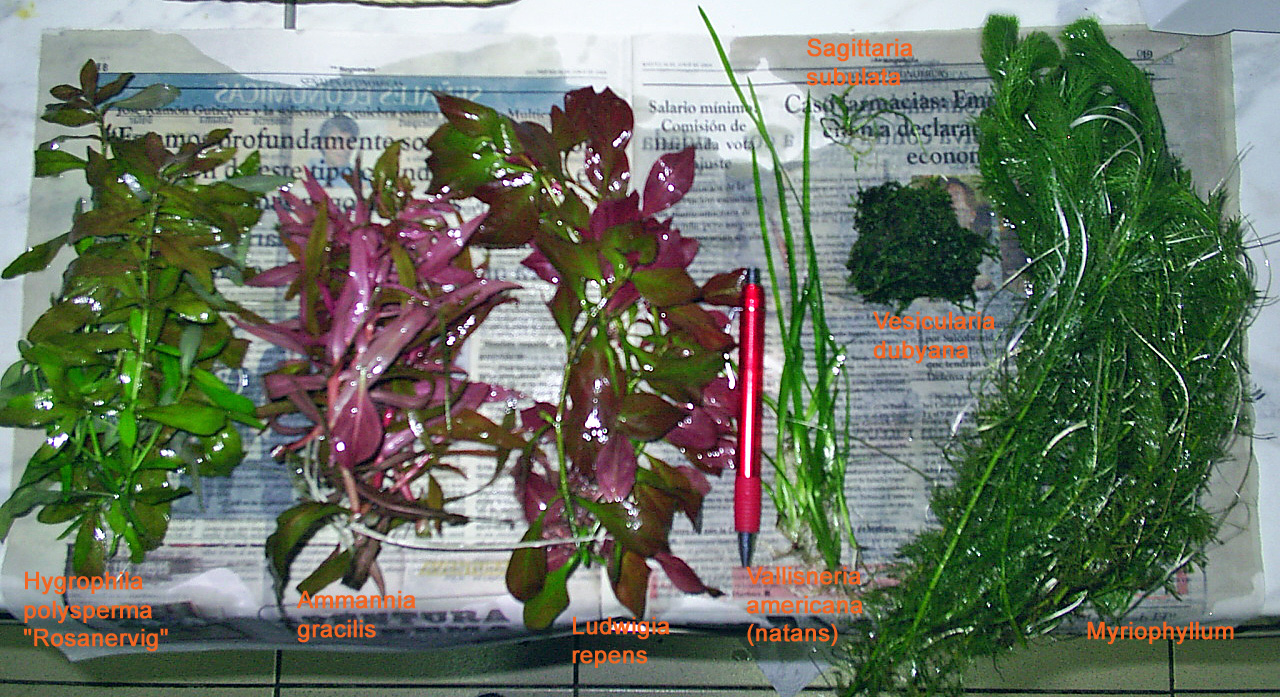
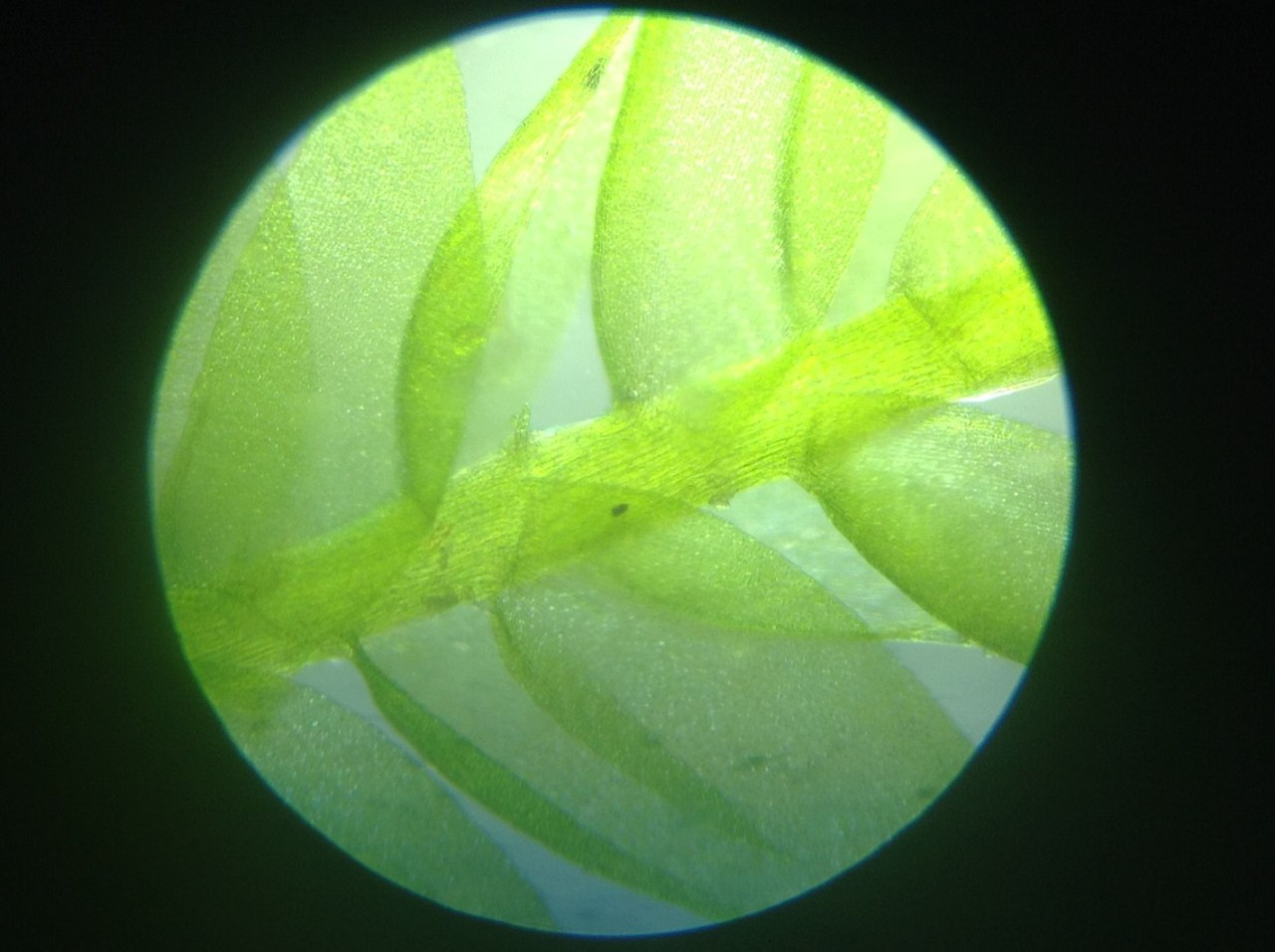
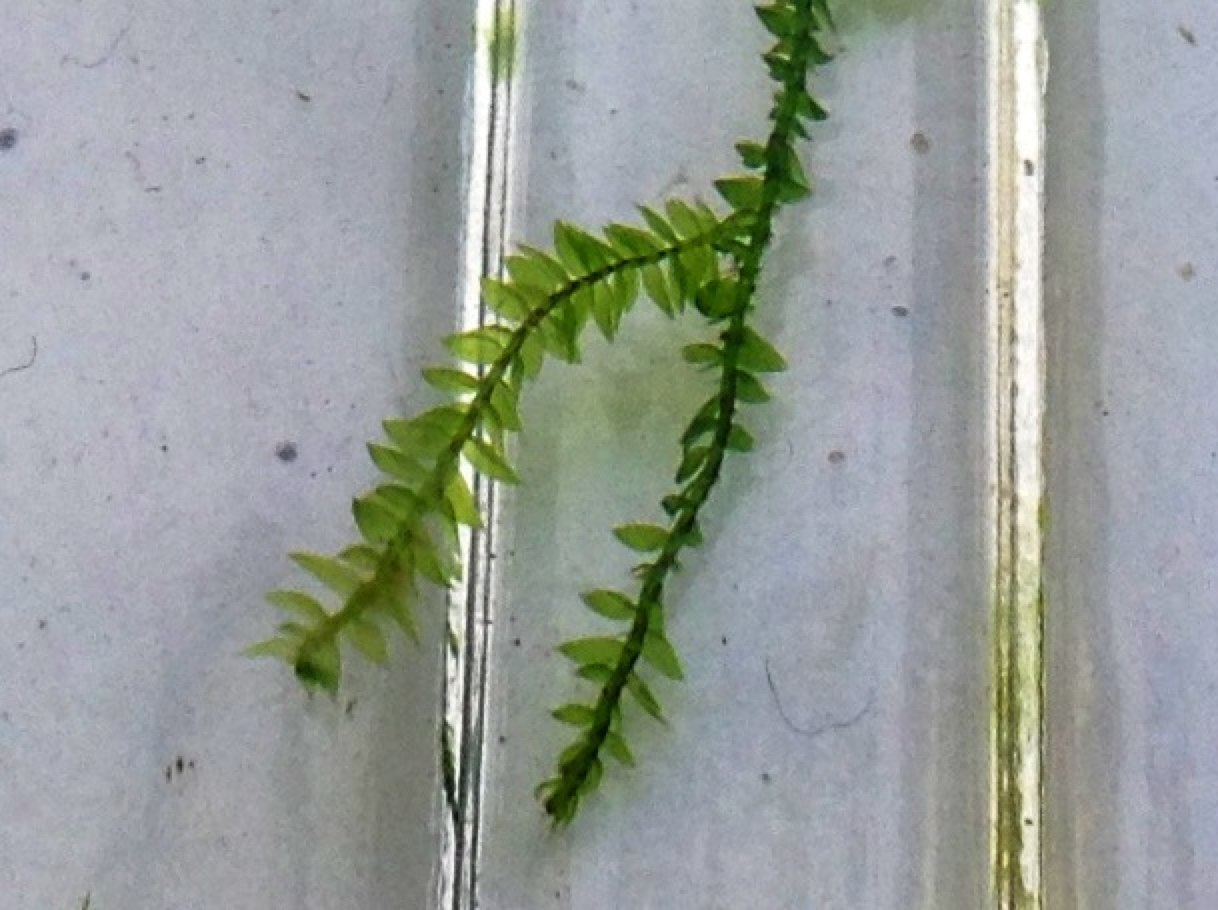
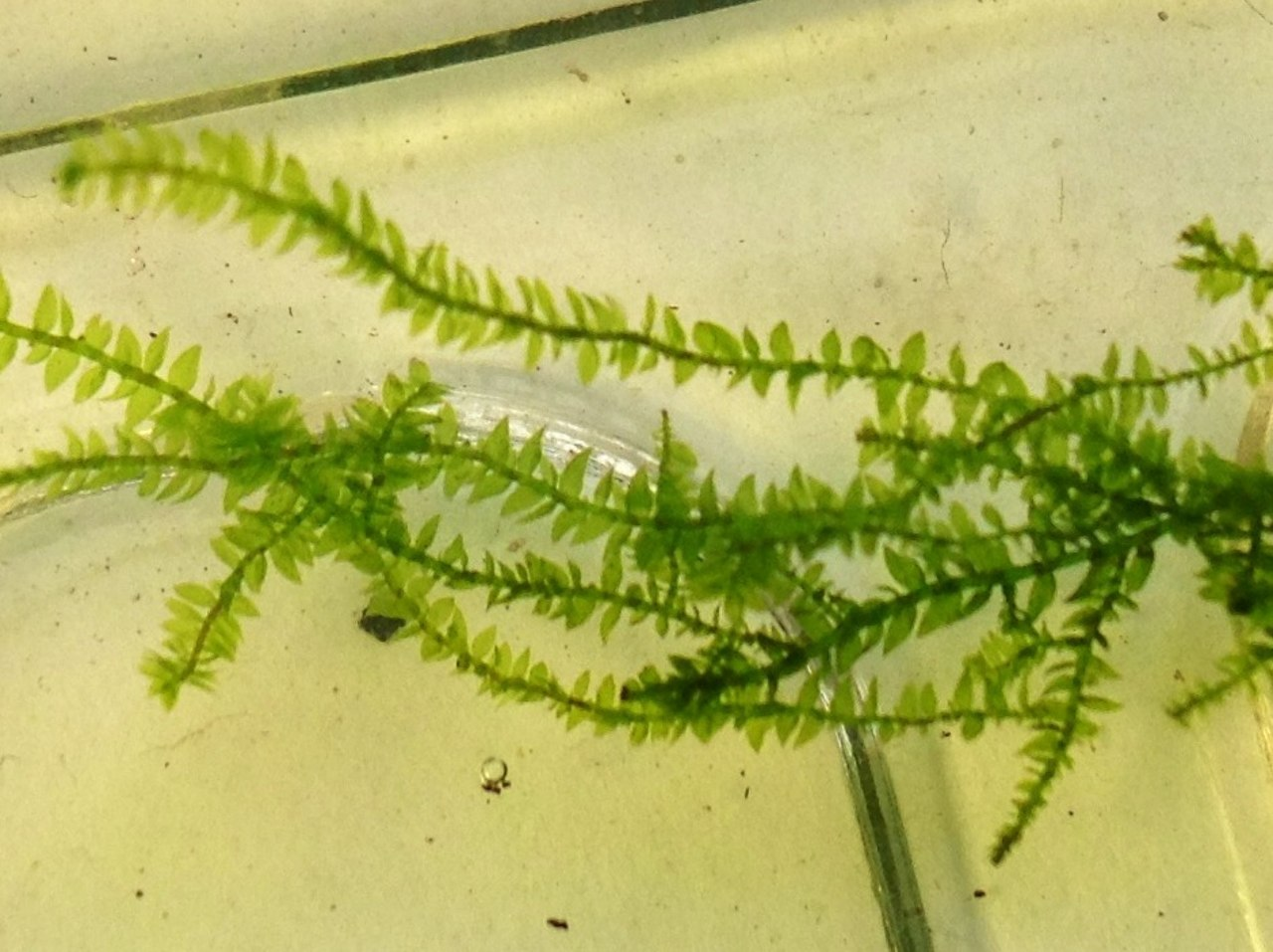